# Barradas Barata
Luiz Roberto Barradas Barata (Santo André, 23 de maio de 1953-São Paulo, 17 de julho de 2010) foi um médico sanitarista brasileiro. Exerceu o cargo de secretário da Saúde do estado de São Paulo entre os anos de 2003 e 2010.

## Biografia
Graduou-se em medicina pela Santa Casa de Misericórdia de São Paulo em 1976, especializando-se em saúde pública pela Universidade de São Paulo (USP) (1978). Era especialista em Administração de Serviços de Saúde e Administração Hospitalar pela Fundação Getúlio Vargas.

## Obra
Na vida pública foi assessor dos ex-ministros da Saúde Adib Jatene e José Serra. Foi ainda chefe de gabinete da Secretaria Municipal de Saúde da cidade de São Paulo na gestão do ex-prefeito Mário Covas e secretário adjunto de Saúde no governo Covas/Geraldo Alckmin. Foi um dos fundadores do Sistema Único de Saúde.
Foi diretor administrativo da Fundacentro, órgão do governo federal que cuida de estudos sobre Segurança e Medicina do Trabalho.
Sob a sua gestão na secretaria estadual da Saúde criou o programa "Dose Certa", que distribui medicamentos básicos à população, construiu o Instituto do Câncer de São Paulo, idealizou os Ambulatórios Médicos de Especialidades (AMEs), construiu-se um hospital de transplantes e criou a Lei antifumo de São Paulo.

## Homenagens
O Ambulatório Médico de Especialidades (AMEs) de Cidade Nova Heliópolis, no distrito de Sacomã, recebeu o seu nome (AME Dr. Luiz Roberto Barradas Barata).